# نزاعات الغاز الأوكرانية الروسية

خطوط أنابيب الغاز الطبيعي من روسيا إلى أوروبا

نزاعات الغاز الأوكرانية الروسية تشير إلى عدد من الخلافات بين شركة النفط والغاز الأوكرانية نافتوجاز ومورد الغاز الروسي غازبروم حول إمدادات الغاز الطبيعي وأسعاره وديونه. لقد نمت هذه الخلافات إلى ما هو أبعد من النزاعات التجارية البسيطة إلى القضايا السياسية العابرة للحدود التي تشمل قادة سياسيين من عدة دول، والتي تهدد إمدادات الغاز الطبيعي في العديد من الدول الأوروبية التي تعتمد على واردات الغاز الطبيعي من الموردين الروس، والتي يتم نقلها عبر أوكرانيا. توفر روسيا ما يقرب من ربع الغاز الطبيعي المستهلك في الاتحاد الأوروبي، ما يقرب من 80٪ من هذه الصادرات تنقل عبر خطوط الأنابيب عبر الأراضي الأوكرانية قبل وصولها إلى الاتحاد الأوروبي.
بدأ نزاع خطير في مارس 2005 حول سعر الغاز الطبيعي المقدم وتكلفة النقل. خلال هذا الصراع زعمت روسيا أن أوكرانيا لا تدفع ثمن الغاز، ولكنها حولت ما كان من المقرر تصديره إلى الاتحاد الأوروبي من خطوط الأنابيب. نفى المسؤولون الأوكرانيون في البداية هذا الاتهام، لكن نافتوجاز اعترفت لاحقًا أنه بسبب الشتاء القاسي (أقل من 30 درجة مئوية تحت الصفر)، تم الاحتفاظ ببعض الغاز الطبيعي المخصص لدول أوروبية أخرى واستخدامه لتلبية الاحتياجات المحلية. قالت أوكرانيا إنها ستظل تفي بالتزاماتها التعاقدية المتعلقة بالعبور. وصل النزاع ذروته في 1 يناير 2006 عندما قطعت روسيا جميع إمدادات الغاز التي تمر عبر الأراضي الأوكرانية. في 4 يناير 2006 تم التوصل إلى اتفاق مبدئي بين روسيا وأوكرانيا، وتمت استعادة الإمدادات. هدأ الوضع حتى أكتوبر 2007 عندما اندلعت خلافات جديدة حول ديون الغاز الأوكرانية. أدى ذلك إلى خفض إمدادات الغاز في مارس 2008. خلال الأشهر الأخيرة من عام 2008 توترت العلاقات مرة أخرى عندما لم تتمكن أوكرانيا وروسيا من الاتفاق على الديون المستحقة على أوكرانيا.
في يناير 2009 أدى هذا الخلاف إلى انقطاع الإمدادات في العديد من الدول الأوروبية، حيث أبلغت ثمانية عشر دولة أوروبية عن حدوث انخفاضات كبيرة أو قطع كامل لإمدادات الغاز التي يتم نقلها عبر أوكرانيا من روسيا. في سبتمبر 2009 صرح مسؤولون من كلا البلدين أنهم شعروا أن الوضع تحت السيطرة وأنه لن يكون هناك المزيد من النزاعات حول هذا الموضوع على الأقل حتى الانتخابات الرئاسية الأوكرانية 2010. في أكتوبر 2009 نشأ خلاف آخر حول كمية الغاز التي ستستوردها أوكرانيا من روسيا في عام 2010. كانت أوكرانيا تعتزم استيراد كميات أقل من الغاز في عام 2010 نتيجة انخفاض احتياجات الصناعة بسبب الركود الاقتصادي. ومع ذلك أصرت شركة غازبروم على أن تفي أوكرانيا بالتزاماتها التعاقدية وشراء كميات الغاز المتفق عليها مسبقًا.
في 8 يونيو 2010 قضت محكمة تحكيم في ستوكهولم بأن شركة نافتوجاز الأوكرانية يجب أن تعيد 12.1 مليار متر مكعب (430 مليار قدم مكعب) من الغاز إلى شركة روس أوكر إنرجو وهي شركة مقرها سويسرا تسيطر فيها شركة غازبروم على حصة تبلغ 50٪. اتهمت روسيا الجانب الأوكراني بتحويل الغاز من خطوط الأنابيب التي تمر عبر أوكرانيا في عام 2009. صرح العديد من المسؤولين الأوكرانيين رفيعي المستوى بأن العودة «لن تكون سريعة».
تخطط روسيا للتخلي تمامًا عن إمدادات الغاز إلى أوروبا عبر أوكرانيا بعد عام 2018. خفضت شركة غازبروم بالفعل كميات الغاز التي تنقلها عبر أوكرانيا بشكل كبير، وأعربت عن نيتها في خفض المستوى بشكل أكبر عن طريق خطوط أنابيب تنويع النقل (نورد ستريم وتركي ستريم وما إلى ذلك).

## خلفية تاريخية
بلغت أسعار استيراد النفط لأوكرانيا عقب تفكك الاتحاد السوفيتي مستويات الأسواق العالمية في عام 1993. في حين ظلت أسعار واردات الغاز وأجور نقله أدنى من المستويات الأوروبية بالنسبة للصادرات الروسية العابرة لخطوط النقل الأوكرانية والمتجهة إلى أوروبا. وكان ذلك نقطة محددة في المفاوضات الثنائية بين البلدين. ظلت أوكرانيا في نفس الوقت ممر العبور الرئيسي لصادرات الغاز الروسية. بلغت صادرات الغاز الروسية العابرة للأراضي الأوكرانية إلى الاتحاد الأوروبي نسبة 80% خلال السنة المالية 2004-2005. وشكل مبيع الغاز الروسي العابر لأوكرانيا ثلثي عائدات شركة غازبروم.
بلغ استهلاك أوكرانيا السنوي للغاز نحو 80 مليار متر مكعب (2.8 تريليون قدم مكعب) في الفترة من عام 2004 حتى عام 2005، ومنها أنتجت البلاد داخليًا نحو 20 مليار متر مكعب (710 مليار قدم مكعب)، في حين اشترت 36 مليار متر مكعب (1.3 تريليون قدم مكعب) من تركمانستان، وحصلت من روسيا على 17 مليار متر مكعب (600 مليار قدم مكعب) مقابل نقلها للغاز الطبيعي الروسي. أما الـ8 مليار متر مكعب المتبقية (280 مليار قدم مكعب) فاشترتها أوكرانيا من روسيا. اختلف نظام المقايضة بالغاز اختلافًا كبيرًا عن عملية بيع الغاز للاتحاد الأوروبي وسبب مشاكل في شحنات التسليم الكبيرة للغاز الروسي البخس نسبيًا مما أدى إلى زيادة في الصناعات كثيفة الاستهلاك للطاقة ودعم موقع أوكرانيا كأحد أقل بلدان العالم توفيرًا للطاقة وأكبر مستورد للغاز وأفضى إلى تراكم الديون والالتزامات المالية الأوكرانية غير المدفوعة والتحويل غير المرخص للغاز وحدوث عمليات سرقة مزعومة من نظام النقل فضلًا عن الضغوط التي مارستها روسيا على أوكرانيا من أجل تسليم الأخيرة لبنية النقل التحتية الخاصة بها مقابل إعفائها من الديون المتراكمة عليها جراء معاملات الغاز الطبيعي.
جرت المقايضة بالغاز في إطار العمل المنصوص عليه ضمن الاتفاقيات الثنائية الموقعة بين الحكومتين والتي حددت قيم المبيعات وأحجام نقل الغاز وتخزينه وأسعار الغاز وغيرها من القضايا الأخرى مثل إقامة مشاريع الإنتاج المشتركة. تولت الشركات المعنية التفاوض على الاتفاقيات التجارية فيما بينها ضمن توجيهات وقواعد إطار العمل الخاص، وألحق بها الاتفاقيات السنوية التي حددت بالضبط أسعار وأحجام الغاز للسنة اللاحقة. حُددت أسعار بيع الغاز وتعريفات نقله ضمن علاقة ربطت الأمرين ببعضهما. اتسمت الاتفاقيات والعلاقات التجارية بعدم شفافيتها وتمت التجارة من خلال وسطاء من أمثال إتيرا ويورال ترانز غاز وروسوكر إنيرجو. أثار انخراط روسوكر إنيرجو في مقايضة الغاز ما بين أوكرانيا وروسيا جدلًا. إذ تناقلت إدعاءات وقوع الشركة تحت سيطرة سيميون موغيليفيتش ومستفيدين من حوله ومن ضمنهم مسؤولين عينوا في مواقع إستراتيجية في صناعتي الغاز الروسية والأوكرانية وبنى حكومية مرتبطة بقطاع الطاقة. وجه رئيس الوزراء الروسي فلاديمر بوتين اتهامات بشأن امتلاك الحليف التجاري للرئيس الأوكراني السابق فيكتور يوشتشينكو لشركة روسوكر إنيرجو. أغلِق التحقيق الأوكراني في شركة روسوكر إنيرجو خلال الولاية الأولى ليوليا تيموشينكو في منصب رئاسة الوزراء بعدما أقالها يوشتشينكو من منصبها في شهر سبتمبر من عام 2005.
اتُفق على تسديد تكاليف نقل الغاز الروسي عبر نظم خطوط النقل الأوكرانية مقابل نسبة لم تتجاوز 15% من الغاز المنقول عبر الأراضي الأوكرانية إذ كان يُأخذ الغاز عوضًا عن المال وفقًا لما جاء في عقد وقعت عليه غازبروم ونافتوغاز بتاريخ 21 يونيو عام 2002. كان من المفترض استمرار سريان هذا العقد حتى نهاية عام 2013. وقعت شركتان على ملحق للعقد بتاريخ 9 أغسطس عام 2004. نص الملحق على حساب كمية الغاز الممنوحة عوضًا عن التسديد المالي استنادًا على تعريفة تبلغ قيمتها 1.09 دولارًا أمريكيًا لنقل ألف متر مكعب من الغاز الطبيعي على مسافة 100 كيلومتر (62 ميل)، وأضاف الملحق على ذلك بأن سعر الغاز الطبيعي التي زوِدت به أوكرانيا كان يبلغ 50 دولارًا لكل ألف متر مكعب (تقريبا نحو 1.40 دولارًا لكل مليون وحدة حرارية بريطانية). كان هذا السعر ثابتًا بغض النظر عن أسعار الغاز في الأسواق الأوروبية. بحسب ملحق العقد فإن هذا السعر لن يخضع للتغيير حتى نهاية عام 2009. اعتبرت غازبروم بأن العمل بالملحق كان منوطًا بتوقيع حكومتي البلدين على بروتوكول سنوي يتمتع بمكانة قانونية أعلى ويختص بتحديد شروط نقل الغاز. وفقًا لغازبروم فإن الملحق يصبح باطلًا في حال عدم توقيع البروتوكول السنوي لعام 2006 بموجب الشروط المنصوص عليها. ادعت روسيا بأن قيمة الإعانات التي مدت غازبروم بها الاقتصاد الأوكراني بلغت مليارات الدولارات.
حصلت روسوكر إنيرجو بحسب اتفاق عام 2006 على نسبة لا تتعدى قيمتها 20 بالمئة من كامل الغاز المنقول، وهو ما كان في عام 2007 يعادل 15 مليار متر مكعب (530 مليار قدم مربع) من أصل 73 مليار متر مكعب (2.6 تريليون قدم مكعب).

## توقف إمدادات الغاز في نوفمبر عام 2015
أوقفت غازبروم صادراتها من الغاز الطبيعي الروسي لأوكرانيا في 25 نوفمبر عام 2015. وتبعًا للحكومة الأوكرانية فإن البلاد توقفت عن شراء الغاز من غازبروم لأن أوكرانيا استطاعت شراء غاز طبيعي أبخس ثمنًا من مزودين آخرين. أما وفقًا لغازبروم فقد أوقفت الشركة عمليات التسليم بسبب عدم سداد أوكرانيا لثمن دفعة التسليم التالية. استطاعت أوكرانيا منذ حينها تلبية احتياجاتها من إمدادات الغاز بالاعتماد حصرًا على دول الاتحاد الأوروبي. أصدر معهد التحكيم التابع لغرفة تجارة ستوكهولم أمرًا في عام 2018 فرض على شركة نافتوغاز الأوكرانية استيراد خمسة مليارات متر مكعب من الغاز سنويًا من شركة غازبروم الروسية بموجب الشروط المنصوص عليها في عقدها المبرم مع شركة غازبروم في عام 2009. ومع ذلك فقد رُفضت مطالبات غازبروم بالاستلام أو الدفع عن أحجام الغاز غير المأخوذة خلال الفترة من عام 2009 حتى عام 2014. أصدر معهد التحكيم التابع لغرفة تجارة ستوكهولم أمرًا بتاريخ 28 فبراير عام 2018 نص على تعويض غازبروم لشركة نافتوغاز عن فشلها في شحن كميات معينة من الغاز عبر نظام نقل الغاز الأوكراني. كان صافي نتيجة جميع الادعاءات هو مطالبة غازبروم بتسديد مبلغ 2.56 مليار دولار لشركة نافتوغاز. حاججت شركة غازبروم ضد هذه الجائزة المالية وحاولت التخلص منها في عدة محاكم أوروبية كانت نافتوغاز تحاول فيها تطبيق القرار. توصل الطرفان في نهاية المطاف إلى تسوية مبدئية في برلين بتاريخ 20 ديسمبر عام 2019 كجزء من محادثات ثلاثية أوسع بين غازبروم وأوكرانيا والمفوضية الأوروبية بشأن نقل الغاز الروسي عبر أوكرانيا.

## مسائل الغاز المرتبطة بالقتال في أوكرانيا عام 2022
وافقت خلية الأزمة بموجب أمر صادر عن وزارة الطاقة الأوكرانية بتاريخ 26 فبراير عام 2022 على حظر صادرات الغاز الطبيعي غير العابرة من أوكرانيا. أغلقت شركة إل إل سي غاز تي إس أو الأوكرانية 16 محطة لتوزيع الغاز اعتبارًا من يوم 4 مارس عام 2022.

## ردود الفعل العامة في أوكرانيا
أدت الضغوط السياسية التي مارستها روسيا على أوكرانيا إلى ظهور حملة عامة من أجل مقاطعة البضائع الروسية في أوكرانيا خلال نزاع الغاز في الفترة من عام 2005 حتى عام 2006. كذلك تواصلت تحركات الحملة في أوائل عام 2009 خلال حرب الغاز في الفترة الممتدة من عام 2008 حتى عام 2009.